# Guadalupe Peña Blanca Segunda
Guadalupe Peña Blanca Segunda är en ort i Mexiko.   Den ligger i kommunen Sitalá och delstaten Chiapas, i den sydöstra delen av landet, 800 km öster om huvudstaden Mexico City. Guadalupe Peña Blanca Segunda ligger 1 166 meter över havet och antalet invånare är 143.
Terrängen runt Guadalupe Peña Blanca Segunda är huvudsakligen kuperad, men åt sydväst är den bergig. Runt Guadalupe Peña Blanca Segunda är det glesbefolkat, med 16 invånare per kvadratkilometer. Närmaste större samhälle är Yajalón, 14,4 km norr om Guadalupe Peña Blanca Segunda. I omgivningarna runt Guadalupe Peña Blanca Segunda växer i huvudsak städsegrön lövskog.